# Aglais kaiensis
Aglais kaiensis är en fjärilsart som beskrevs av Hiroshi Kanda och Fujimori 1931. Aglais kaiensis ingår i släktet Aglais och familjen praktfjärilar. Inga underarter finns listade i Catalogue of Life.